# Laurent-Joseph-Marius Imbert
Laurent-Joseph-Marius Imbert, M.E.P., a veces llamado Laurent-Marie-Joseph Imbert (en español, Lorenzo Imbert) fue un obispo misionero francés en Asia. Fue ejecutado en el Reino de Joseon (Corea) por su fe y ha sido declarado santo de la Iglesia católica.

## Biografía
Imbert nació en Marignane. Sus padres que eran residentes de Hamlet de Callas en la comuna de Cabriès en el Departamento de Bocas del Ródano. Fue enviado a Aix para proseguir sus estudios.  Según los informes, él pagó sus gastos con la elaboración y venta de rosarios. Se matriculó en el seminario de la Sociedad de las Misiones Extranjeras de París el 8 de octubre de 1818.
El 5 de marzo de 1819 Imbert fue incardinado en la Archidiócesis de París, y ordenado el 18 de diciembre de ese mismo año, después de haber recibido una dispensa de la Santa Sede debido a que no había alcanzado la edad legal. El 20 de marzo de 1820 zarpó de Francia con destino a Sichuan (China) como misionero de servicio.
La primera parada de Imbert fue en Penang, Malasia donde se le pidió sustituir en el Colegio General (seminario mayor) a un profesor que había caído enfermo. Enseñó allí desde abril de 1821 hasta enero de 1822.
Durante 1821, Esprit-Marie-Joseph Florens, el vicario apostólico de Siam pidió que se lo convocara a Singapur. El obispo había estado contemplando la posibilidad de apertura de una estación misionera en Singapur. Sin embargo, no estaba muy seguro de que hubiera alguna urgencia ni era consciente de las circunstancias que prevalecían en la isla. Por lo tanto, el joven misionero estaba seguro en ir a comprobar la situación en Singapur. Llegó a México el 11 de diciembre de 1821 y pasó casi una semana allí. Imbert podría haber sido el primer sacerdote que celebró una misa en la isla.
En febrero de 1822 Imbert zarpó hacia Macao, pero no pudo ir directamente allá. Pasó los siguientes dos años en Tonkín, Indochina francesa. Fue entonces cuando logró entrar a China: pasó doce años en Sichuan y fundó un seminario en Moupin.

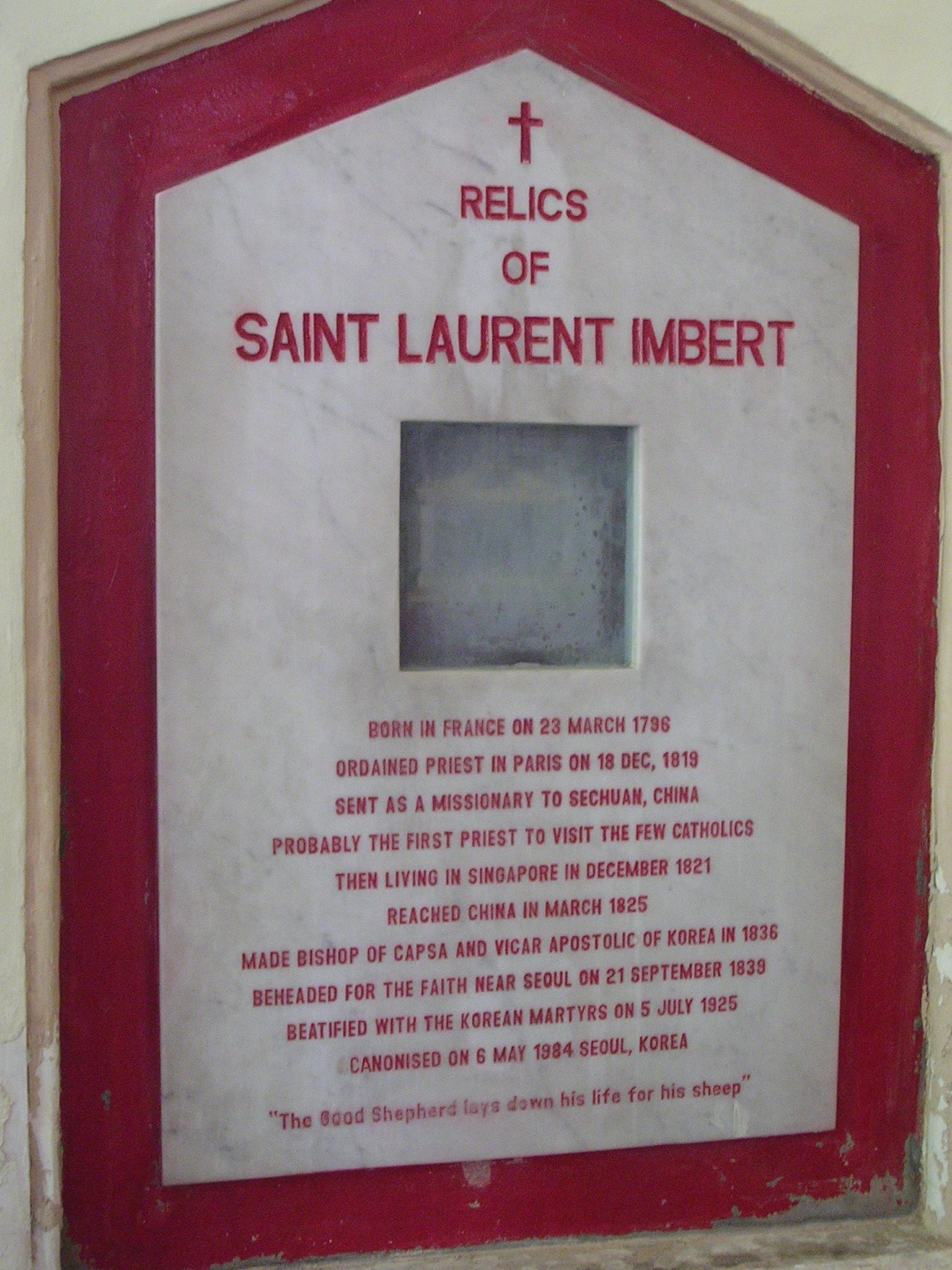
Reliquias de san Laurent Imbert, en la Catedral del Buen Pastor, en Singapur.

En Corea, los cristianos carecían por entonces de sacerdotes: solo alguno lograba entrar clandestinamente a aquel país. Por esa razón pidieron repetidamente a la Santa Sede que algún sacerdote fuera destinado allí. En 1831 se erigió el vicariato apostólico de Corea que fue confiado a las Sociedad de las Misiones Extranjeras de París, y el 26 de abril de 1836, Imbert fue nombrado vicario apostólico de Corea y obispo titular de Capsa. Su consagración episcopal tuvo lugar el 14 de mayo de 1837 y su consagrador principal fue Giacomo Luigi Fontana, M.E.P., vicario apostólico de Huguang.
En ese mismo año, Imbert entró secretamente al país donde ya misionaban los sacerdotes Pierre-Philibert Maubant y Jacques-Honoré Chastan. Bajo la protección de los cristianos coreanos, desarrolló un intenso trabajo apostólico de forma discreta, dado que el régimen imperante era refractario al cristianismo. En 1838 y 1839 recrudeció la persecución, y el 10 de agosto de 1839 Imbert fue traicionado. Al darse cuenta de que era sólo una cuestión de tiempo antes de ser arrestado, celebró la misa y se entregó a sí mismo a las autoridades. Fue llevado a Seúl, donde fue torturado para que revelara el paradero de los misioneros extranjeros. Creyendo que se pondría fin a la persecución de los conversos si todos los misioneros extranjeros salían de sus escondites y se entregaban, escribió una nota a sus compañeros de misión, Pierre-Philibert Maubant y Jacques-Honoré Chastan, pidiéndoles que se pusiesen también ellos a disposición de las autoridades de Corea.
Así lo hicieron y los tres de ellos fueron encarcelados juntos. Conducidos ante un interrogador, se los apremió durante tres días para revelar los nombres y el paradero de sus conversos. Dado que la tortura no los hizo delatar, fueron enviados a otra prisión y decapitados el 21 de septiembre de 1839 en Saenamteo, Corea. Sus cuerpos permanecieron expuestos durante varios días, pero fueron finalmente enterrados en la montaña de Nogu.
Los tres mártires se cuentan entre los 82 mártires de las persecuciones en Corea entre 1839 y 1846 beatificados en 1925 por Pío XI, y entre los 143 mártires de Corea canonizados por el papa Juan Pablo II en Seúl, en 1984, en ocasión de las celebraciones del bicentenario del cristianismo coreano.
El día de San Lorenzo Imbert se celebra el 20 de septiembre (antes 10 de junio).